# Okres Žďár nad Sázavou
Okres Žďár nad Sázavou je okres na severovýchodě kraje Vysočina. Sídlem jeho dřívějšího okresního úřadu bylo město Žďár nad Sázavou, které je obcí s rozšířenou působností. Kromě jeho správního obvodu okres obsahuje ještě správní obvody obcí s rozšířenou působností Bystřice nad Pernštejnem, Nové Město na Moravě a Velké Meziříčí.
V rámci kraje sousedí na západě s okresem Havlíčkův Brod, na jihozápadě s okresem Jihlava a na jihu s okresem Třebíč. Dále pak sousedí na jihovýchodě a východě s okresy Brno-venkov a Blansko Jihomoravského kraje a na severu a severovýchodě s okresy Svitavy a Chrudim Pardubického kraje.

## Charakteristika okresu

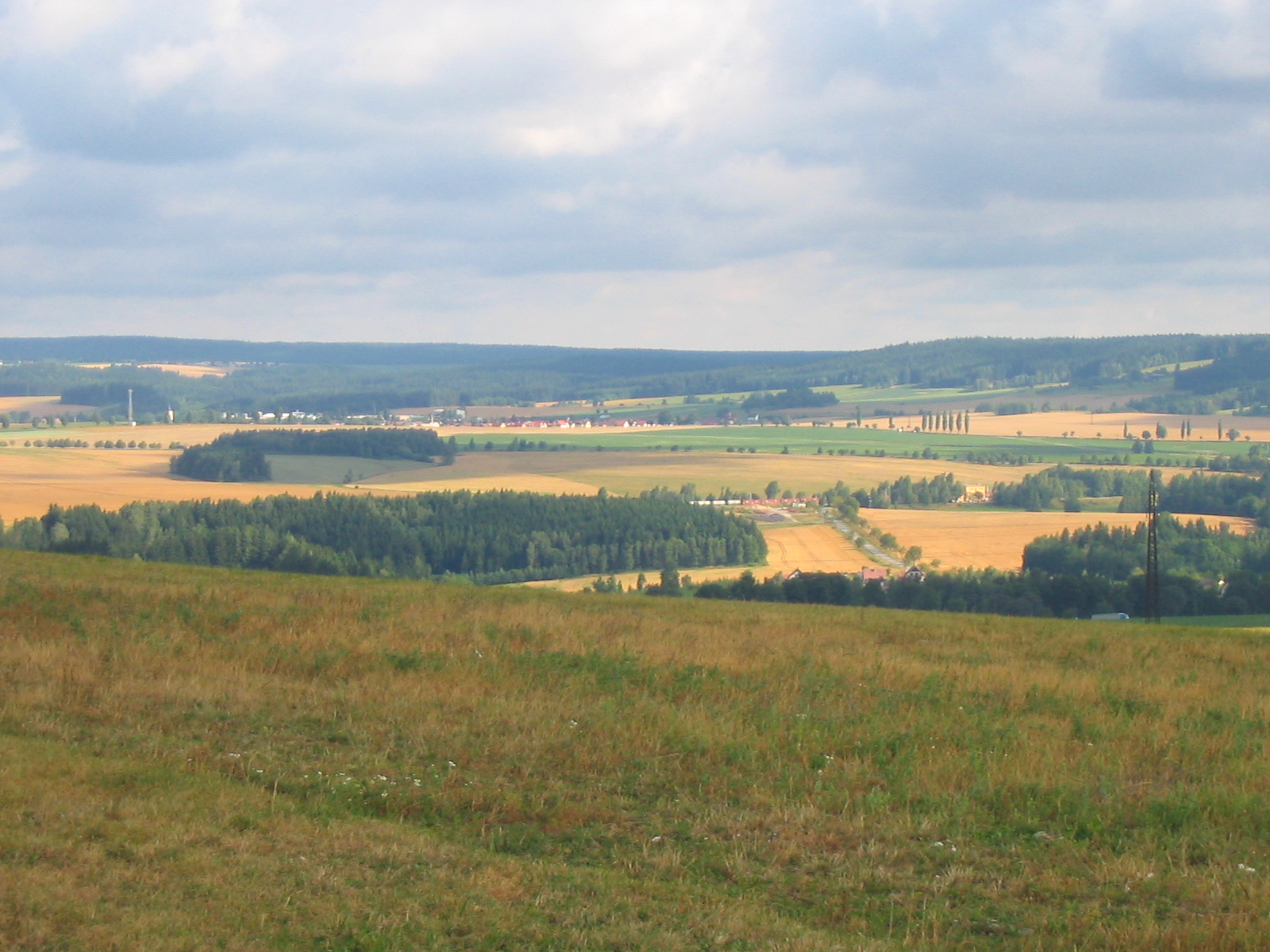
Typická krajina Posázaví nedaleko Žďáru nad Sázavou

Žďársko se nachází ve vrcholové části Českomoravské vrchoviny, jedná se o územně největší a také nejlidnatější okres Vysočiny. Vodopisně se okres rozkládá na hlavním evropském rozvodí, převážnou část jeho území ale odvodňují řeky Svratka, Bobrůvka a Oslava do Černého moře. Do Severního moře odvádí vodu řeka Sázava a také Doubrava, která ale protéká územím jen krátce. Průměrná nadmořská výška je 561 m a nejvyšším bodem okresu je Devět skal (836 m n. m.).
Administrativně se okres člení na čtyři správní obvody obcí s rozšířenou působností (Bystřice nad Pernštejnem, Nové Město na Moravě, Velké Meziříčí a Žďár nad Sázavou). Tři z nich jsou zároveň obvody obcí s pověřeným obecním úřadem, pouze v obvodu obce s rozšířenou působností Velké Meziříčí se nachází ještě obvod obce s pověřeným obecním úřadem Velká Bíteš. I přes to, že okres je typický tím, že se zde nachází velké množství malých obcí, více než polovina obyvatel žije v šesti městech, kam je také koncentrována průmyslová výroba.
Okresem prochází dálnice D1 a silnice I. třídy I/19 a I/37. Silnicemi II. třídy jsou II/343, II/348, II/349, II/350, II/352, II/353, II/354, II/357, II/360, II/362, II/375, II/379, II/385, II/387, II/388, II/389, II/390, II/391, II/392, II/395, II/399 a II/602. Železniční tratě procházející tímto okresem jsou : Brno – Havlíčkův Brod, Havlíčkův Brod – Žďár nad Sázavou, Žďár nad Sázavou – Tišnov, Křižanov–Studenec.
Krajinu okresu definují především husté lesy a řada rybníků, největší z nich je Velké Dářko, významná je i vírská údolní nádrž. Na části území je vyhlášena chráněná krajinná oblast Žďárské vrchy. Příležitosti k letní i zimní rekreaci a turistice nabízejí např. také letoviska Fryšava, Tři Studně, Jimramov, Milovy nebo Nové Město na Moravě. Nejvýznamnější památkou je goticko-barokní kostel sv. Jana Nepomuckého na Zelené hoře u Žďáru nad Sázavou, zapsaný do seznamu památek světového dědictví UNESCO.

## Seznam obcí a jejich částí

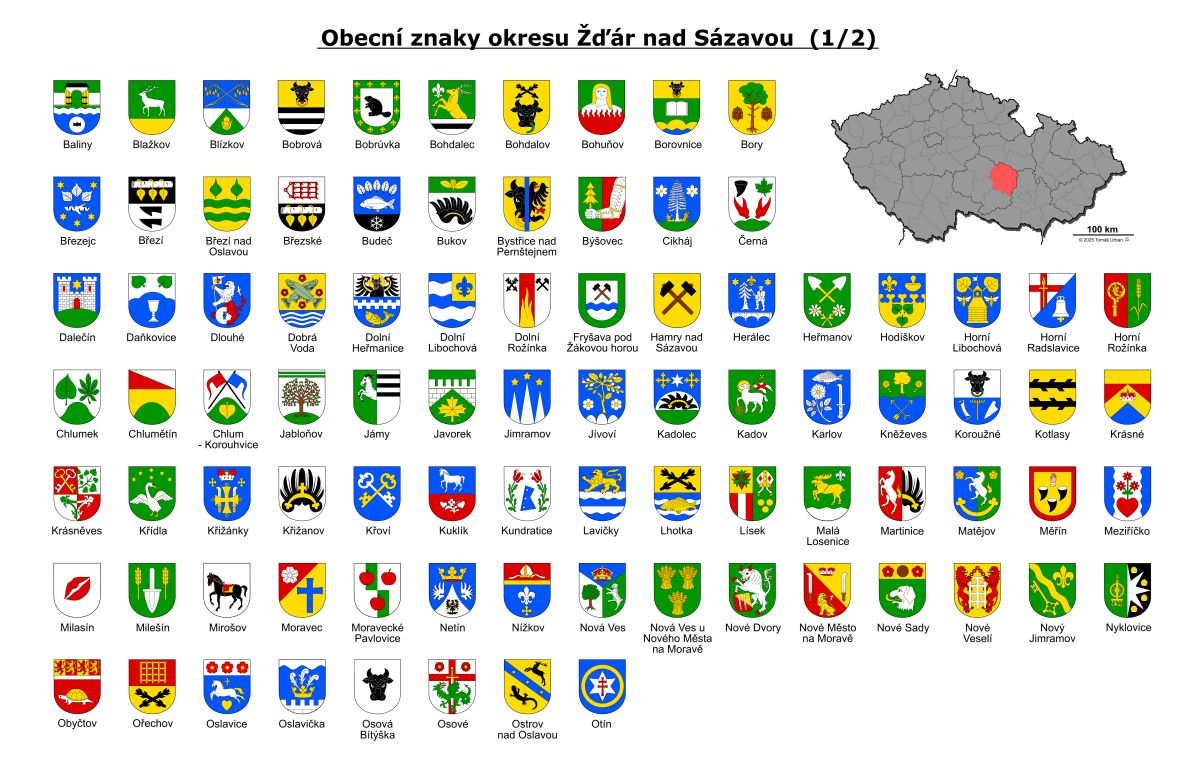
Přehled obecních znaků okresu Žďár nad Sázavou 1/2

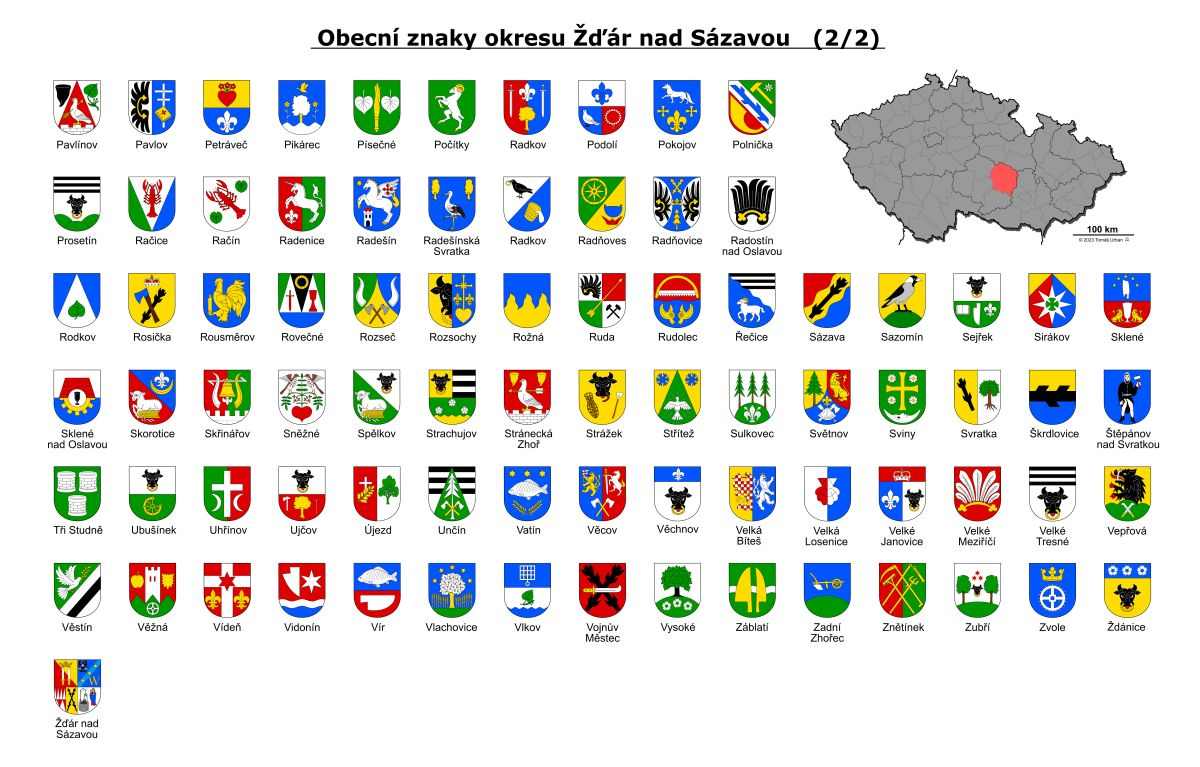
Přehled obecních znaků okresu Žďár nad Sázavou 2/2

Města jsou uvedena tučně, městyse kurzívou, části obcí malince.
Baliny •
Blažkov (Dolní Rozsíčka) •
Blízkov (Dědkov) •
Bobrová •
Bobrůvka •
Bohdalec •
Bohdalov (Chroustov) •
Bohuňov (Janovičky) •
Borovnice •
Bory (Cyrilov • Dolní Bory • Horní Bory) •
Březejc •
Březí (Ondrušky) •
Březí nad Oslavou •
Březské •
Budeč •
Bukov •
Bystřice nad Pernštejnem (Bratrušín • Divišov • Domanín • Domanínek • Dvořiště • Karasín • Kozlov • Lesoňovice • Pivonice • Rovné • Vítochov)  •
Býšovec (Smrček) •
Cikháj •
Černá (Milíkov) •
Dalečín (Hluboké • Veselí) •
Daňkovice •
Dlouhé •
Dobrá Voda •
Dolní Heřmanice (Oslava) •
Dolní Libochová •
Dolní Rožínka (Horní Rozsíčka) •
Fryšava pod Žákovou horou •
Hamry nad Sázavou (Najdek • Šlakhamry) •
Herálec (Brušovec • Český Herálec • Kocanda • Kuchyně) •
Heřmanov •
Hodíškov •
Horní Libochová (Dolní Hlíny • Horní Hlíny) •
Horní Radslavice •
Horní Rožínka •
Chlumek •
Chlumětín •
Chlum-Korouhvice (Chlum • Korouhvice) •
Jabloňov •
Jámy •
Javorek •
Jimramov (Benátky • Sedliště • Trhonice • Ubušín) •
Jívoví •
Kadolec •
Kadov •
Karlov •
Kněževes •
Koroužné (Kobylnice • Švařec) •
Kotlasy •
Kozlov •
Krásné (Mrhov) •
Krásněves •
Křídla •
Křižánky (České Křižánky • České Milovy • Moravské Křižánky) •
Křižanov (Bojanov) •
Křoví •
Kuklík •
Kundratice •
Kyjov •
Lavičky (Závist) •
Lhotka •
Lísek (Lhota • Vojtěchov) •
Líšná •
Malá Losenice •
Martinice •
Matějov •
Měřín (Pustina) •
Meziříčko •
Milasín •
Milešín •
Mirošov •
Moravec •
Moravecké Pavlovice (Habří) •
Netín (Záseka) •
Nížkov (Buková • Špinov) •
Nová Ves •
Nová Ves u Nového Města na Moravě •
Nové Dvory •
Nové Město na Moravě (Hlinné • Jiříkovice • Maršovice • Nové Město na Moravě • Olešná • Petrovice • Pohledec • Rokytno • Slavkovice • Studnice)  •
Nové Sady •
Nové Veselí •
Nový Jimramov (Jimramovské Paseky • Široké Pole) •
Nyklovice •
Obyčtov •
Ořechov (Ronov) •
Oslavice •
Oslavička •
Osová Bítýška (Osová) •
Osové •
Ostrov nad Oslavou (Suky) •
Otín (Geršov • Pohořílky) •
Pavlínov •
Pavlov (Starý Telečkov) •
Petráveč •
Pikárec •
Písečné •
Počítky •
Poděšín •
Podolí •
Pokojov •
Polnička •
Prosetín (Brťoví • Čtyři Dvory) •
Račice •
Račín •
Radenice •
Radešín •
Radešínská Svratka •
Radkov •
Radňoves •
Radňovice •
Radostín •
Radostín nad Oslavou (Zahradiště) •
Rodkov •
Rosička •
Rousměrov (Laštovičky) •
Rovečné (Malé Tresné) •
Rozseč •
Rozsochy (Albrechtice • Blažejovice • Kundratice • Vojetín) •
Rožná (Josefov • Zlatkov) •
Ruda (Lhotka) •
Rudolec •
Řečice •
Sázava (Česká Mez) •
Sazomín •
Sejřek (Bor) •
Sirákov •
Sklené •
Sklené nad Oslavou •
Skorotice (Chlébské) •
Skřinářov •
Sněžné (Blatiny • Krátká • Milovy • Podlesí • Samotín • Vříšť) •
Spělkov •
Strachujov •
Stránecká Zhoř (Frankův Zhořec • Kochánov • Nová Zhoř) •
Strážek (Jemnice • Krčma • Meziboří • Mitrov • Moravecké Janovice) •
Střítež (Nivy) •
Sulkovec (Polom) •
Světnov •
Sviny •
Svratka (Česká Cikánka • Moravská Cikánka • Moravská Svratka • Svratka)  •
Škrdlovice •
Štěpánov nad Svratkou (Vrtěžíř) •
Tasov •
Tři Studně •
Ubušínek •
Uhřínov (Šeborov) •
Ujčov (Dolní Čepí • Horní Čepí • Kovářová • Lískovec) •
Újezd •
Unčín •
Vatín •
Věcov (Jimramovské Pavlovice • Koníkov • Míchov • Odranec • Roženecké Paseky) •
Věchnov •
Velká Bíteš (Bezděkov • Březka • Holubí Zhoř • Jáchymov • Janovice • Jestřabí • Jindřichov • Košíkov • Ludvíkov • Pánov • Velká Bíteš)  •
Velká Losenice (Pořežín) •
Velké Janovice •
Velké Meziříčí (Dolní Radslavice • Hrbov • Kúsky • Lhotky • Mostiště • Olší nad Oslavou • Svařenov • Velké Meziříčí)  •
Velké Tresné •
Vepřová •
Věstín (Bolešín • Věstínek) •
Věžná (Jabloňov • Pernštejnské Janovice) •
Vídeň •
Vidonín •
Vír •
Vlachovice •
Vlkov •
Vojnův Městec (Nová Huť) •
Vysoké •
Záblatí •
Zadní Zhořec •
Znětínek •
Zubří •
Zvole (Branišov • Olešínky) •
Ždánice •
Žďár nad Sázavou (Mělkovice • Radonín • Stržanov • Veselíčko • Žďár nad Sázavou 1 • Žďár nad Sázavou 2 • Žďár nad Sázavou 3 • Žďár nad Sázavou 4 • Žďár nad Sázavou 5 • Žďár nad Sázavou 6 • Žďár nad Sázavou 7)

### Změna hranice okresu
Do konce roku 2004 bylo součástí okresu ještě dalších 24 obcí, převedených do okresu Brno-venkov v Jihomoravském kraji. Šlo o obce Borač, Borovník, Černvír, Dolní Loučky, Doubravník, Drahonín, Horní Loučky, Kaly, Katov, Křižínkov, Kuřimská Nová Ves, Kuřimské Jestřabí, Lubné, Nedvědice, Níhov, Olší, Pernštejnské Jestřabí, Rojetín, Řikonín, Skryje, Tišnovská Nová Ves, Újezd u Tišnova, Vratislávka a Žďárec. I přes tuto změnu ale zůstaly v obvodu Okresního soudu ve Žďáru nad Sázavou.